# Ircinia pauciarenaria
Ircinia pauciarenaria är en svampdjursart som beskrevs av Boury-Esnault 1973. Ircinia pauciarenaria ingår i släktet Ircinia och familjen Irciniidae. Inga underarter finns listade i Catalogue of Life.